# Ellezelles
Ellezelles /ɛlˈzɛl/ (in olandese Elzele, in piccardo Elziele) è un comune belga di 5 711 abitanti, situato nella provincia vallona dell'Hainaut.